# Virginia Slims of Los Angeles 1989
Virginia Slims of Los Angeles 1989 — жіночий тенісний турнір, що проходив на відкритих кортах з твердим покриттям Manhattan Country Club у Мангеттен-Біч (США). Належав до турнірів 5-ї категорії в рамках Туру WTA 1989. Відбувсь ушістнадцяте і тривав з 7 до 13 серпня 1989 року. Перша сіяна Мартіна Навратілова здобула титул в одиночному розряді, свій шостий на цьому турнірі.

## Фінальна частина

### Одиночний розряд
Мартіна Навратілова —  Габріела Сабатіні 6–0, 6–2
- Для Навратілової це був 5-й титул в одиночному розряді за сезон і 143-й — за кар'єру.

### Парний розряд
Мартіна Навратілова /  Венді Тернбулл —  Мері Джо Фернандес /  Клаудія Коде-Кільш 5–2 (Фернандес і Коде-Кільш знялися)
- Для Навратілової це був 9-й титул за сезон і 290-й — за кар'єру. Для Тернбулл це був єдиний титул за сезон і 58-й — за кар'єру.